# Bernardino Trionfetti
Bernardino Trionfetti OFM Obs. (ur. 18 października 1803 w Montefranco, zm. 9 stycznia 1884 w Santa Maria degli Angeli pod Asyżem) – włoski duchowny katolicki, biskup diecezji Terracina, Priverno i Sezze, kustosz Ziemi Świętej w latach 1847–1856, generał zakonu w latach 1856–1862.

## Życiorys
Urodził się 18 października 1803 roku w Montefranco w Umbrii. Po wstąpieniu do franciszkanów obserwantów w Prowincji Serafickiej w Asyżu, złożył profesję zakonną 4 listopada 1820 roku. Święcenie kapłańskie przyjął 7 maja 1826 roku. Był prowincjałem swojej macierzystej prowincji zakonnej. W latach 1847–1856 pełnił urząd Kustosza Ziemi Świętej. Wybrany kustoszem za generalatu Luigiego Flaminiego, który zatwierdził jego urząd 24 sierpnia 1847 roku. Trionfetti odbył ingres do bazyliki Bożego Grobu w Jerozolimie 20 października 1847 roku. Po ponownym wybraniu na kustosza w 1853, był nim do 23 marca 1856. Wybrany generałem zakonu na kapitule generalnej 10 maja 1856 roku. Będąc generałem, został przez papieża Pius IX wybrany biskupem diecezji Terracina, Priverno i Sezze (obecnie Diecezja Latina-Terracina-Sezze-Priverno). Sakrę biskupią przyjął w bazylice św. Bartłomieja w Rzymie z rąk bpa Antonio Maria Cagiano de Azevedo 5 października 1862. Współkonsekratorami byli biskupi Guglielmo Aretini-Sillani, emerytowany biskup diecezji Terracina-Sezze-Priverno oraz Luigi Filippi. Po osiemnastu latach bp Trionfetti złożył rezygnację na ręce papieża Leona XIII, która została przyjęta 23 lutego 1880. 27 lutego 1880 został tytularnym biskupem Capharnaum (Kafarnaum). Zmarł w klasztorze przy bazylice Najświętszej Marii Panny od Aniołów w Asyżu 9 stycznia 1884 roku.